# Pavlovo
Pavlovo (ru. Павлово) este un oraș din regiunea Nijni Novgorod, Federația Rusă, cu o populație de 64.814 locuitori.
1. ↑  ОКТМО. 185/2016. Volga Federal District, accesat în 26 octombrie 2016